# Matteo 9

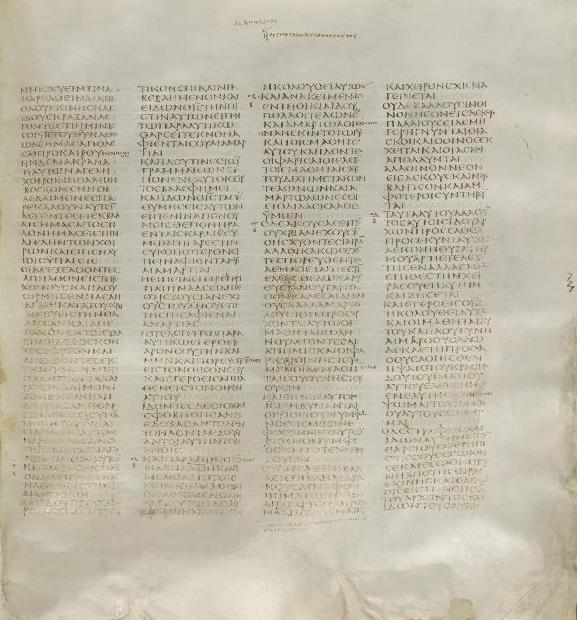
Matteo 8,28-9,23 nel Codex Sinaiticus (c. 330-360).

Matteo 9 è il nono capitolo del vangelo secondo Matteo nel Nuovo Testamento. Esso continua la narrazione sul ministero di Gesù in Galilea.

## Testo
Il testo originale era scritto in greco antico. Il capitolo è diviso in 25 versetti.

### Testimonianze scritte
Tra le principali testimonianze documentali di questo capitolo vi sono:
- Codex Vaticanus (c. 325-350)
- Codex Sinaiticus (c. 330-360; completo)
- Codex Bezae (c. 400)
- Codex Washingtonianus (c. 400)
- Codex Ephraemi Rescriptus (c. 450; completo)
- Minuscola 828 (Codex 828; XII secolo)

## Struttura

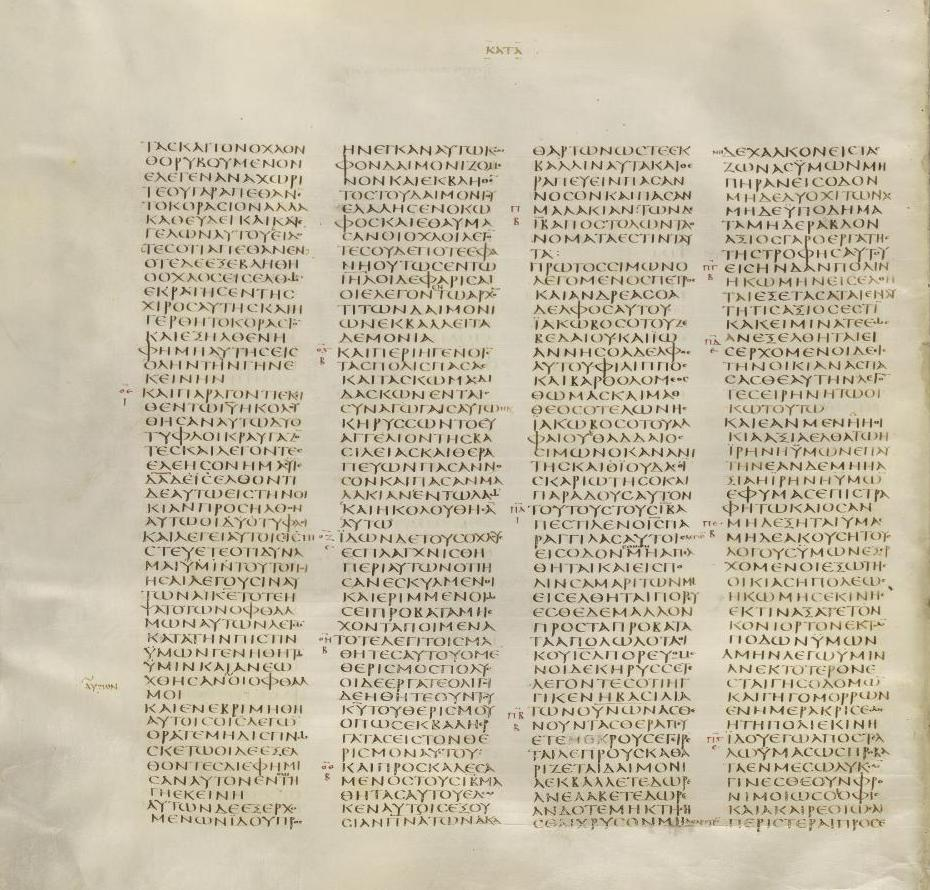
Matteo 9,23-10,17 nel Codex Sinaiticus (c. 330-360)

Il capitolo può essere raggruppato come segue:
- Matteo 9,1-8 = Guarigione del paralitico di Cafarnao (Mc 2,1-12; Lc 5,17-26)
- Matteo 9,9-13 = Chiamata di Matteo (Mc 2,13-17; Lc 5,27-32)
- Matteo 9,14-15 = Sul digiuno (Mc 2,18-22; Lc 5,33-39)
- Matteo 9,16-17 = Vino nuovo in vecchie otri (Mc 2,18-22; Lc 5,33-39)
- Matteo 9,18-19,23-26 = Figlia di Giairo (Mc 5,21-24,35-43; Lc 8,40-42,49-56)
- Matteo 9,20–22 = Guarigione dell'emorroissa (Mc 5,25-34; Lc 8,43-48)
- Matteo 9,27–31 = Guarigione dei due ciechi (Mc 10,46-52)
- Matteo 9,32–34 = Guarigione del muto indemoniato
- Matteo 9,35–38 = Compassione di Gesù

## I farisei
Questo capitolo del racconto di Matteo illustra bene l'ostilità che i farisei (una delle sette del tempio di Gerusalemme) avevano nei confronti di Gesù e dei suoi discepoli. Dopo la chiamata di Matteo, Gesù e i suoi discepoli sono invitati a mangiare in una casa (Mt 9,10 - solitamente si pensa sia la casa dello stesso Matteo dal momento che in Lc 5,28 tale fatto viene esplicitato) con "molti altri collettori di tasse e peccatori che giunsero e si sedettero con Lui e coi Suoi discepoli". I farisei in tutti e tre i vangeli sinottici si domandano come mai Gesù mangi con gli esattori e coi peccatori alla stessa tavola e la questione viene poi rivolta allo stesso Gesù o comunque lui stesso la sente mormorare.

### Versetti 12–13
Gesù li udì e disse: «Non sono i sani che hanno bisogno del medico, ma i malati. Andate dunque e imparate che cosa significhi: Misericordia io voglio e non sacrificio. Infatti non sono venuto a chiamare i giusti, ma i peccatori»
La risposta di Gesù ai versetti 12 e 13 è divisa in tre parti:
- la frase, "Non sono i sani che hanno bisogno del medico, ma i malati" (Mt 9,12)
- un appello alle Sacre Scritture: Misericordia io voglio e non sacrificio" (Osea 6,6)[4]
- una summa della sua missione - "Infatti non sono venuto a chiamare i giusti, ma i peccatori".

La parola pentiti che talvolta viene aggiunta da alcuni traduttori dopo la parola "peccatori" è ritenuta da molti "di dubbia autorità, e ancor più dubbia nel contesto di Mc 2,17; appare invece credibile in Lc 5,32".

## Il digiuno
Il versetto 14 allinea la disciplina di Gesù a quella di Giovanni Battista e riprende i farisei nella pratica del digiuno regolare. Nel vangelo di Matteo è Giovanni il discepolo a porre la domanda al maestro, per conto proprio e dei farisei, sul perché i discepoli di Gesù non digiunino. Nel vangelo di Marco, la domanda viene posta da un osservatore imparziale - "qualcuno venne e chiese a Gesù...".

## Risurrezione della figlia di Giairo e guarigione dell'emorroissa

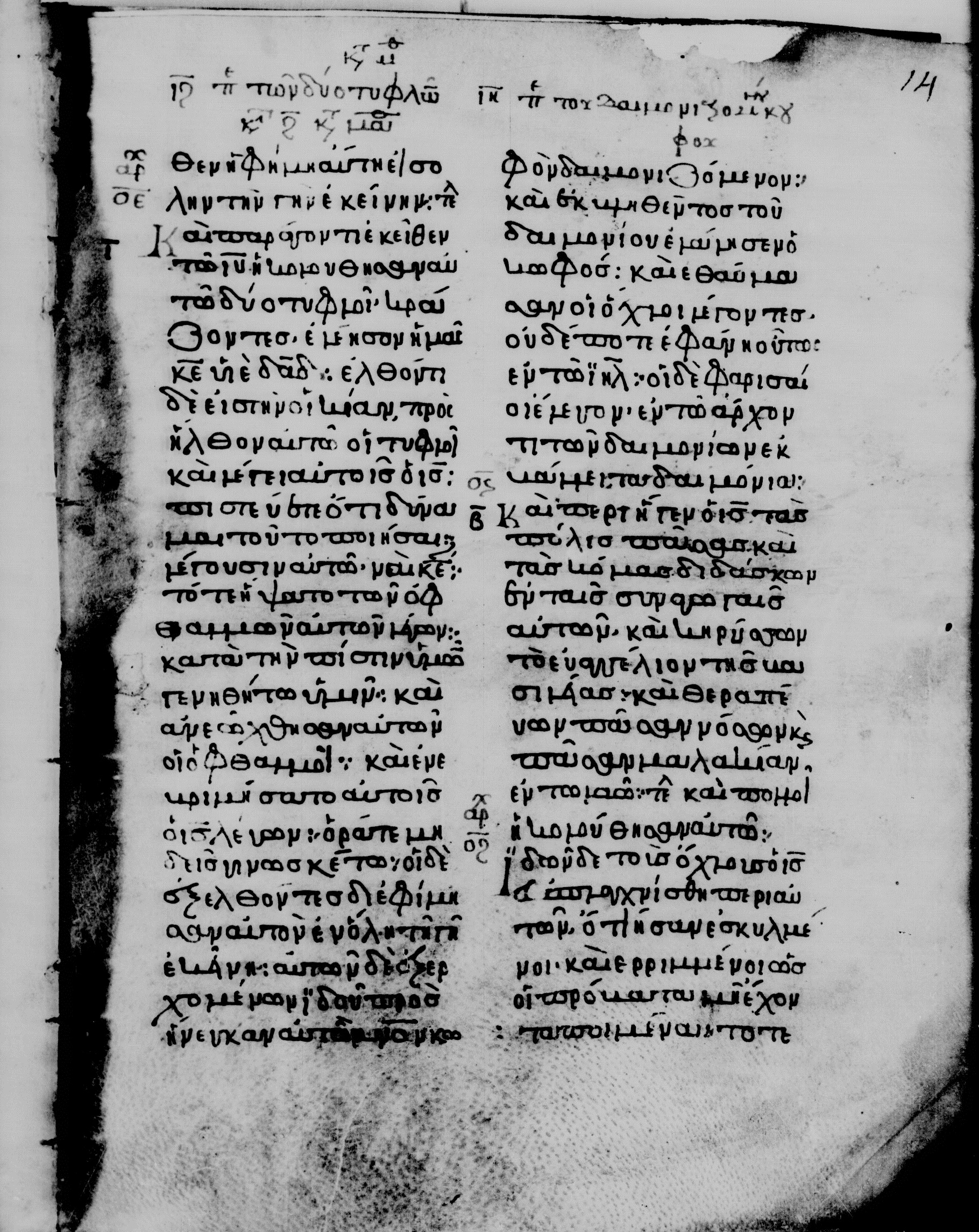
Minuscola/Codex 828 (XII secolo), Matteo 9,26-36

Nel vangelo di Luca, i miracoli in questione seguono l'esorcismo di Gerasa. Tornato in Galilea, Giairo, uno dei gestori di una sinagoga in Galilea, aveva chiesto a Gesù di guarire la sua figlia dodicenne che stava morendo (nel racconto di Matteo, Giairo usa delle espressioni iperboliche per esprimere il suo stato d'ansia: "Mia figlia è morta proprio ora"). Mentre si stava portando alla casa di Giairo, una donna malata toccò il lembo della veste di Gesù e venne guarita dalla sua malattia. La figlia di Giairo venne quindi riportata in vita. Gesù, ad ogni modo, precisa che la ragazzina non era morta bensì dormiva ed egli l'ha riportata in salute. Il capitolo termina col mandato di Gesù affinché Giairo e sua moglie non dicano ad alcuno ciò che è successo.

## Tzitzit
I vangeli di Matte o Luca precisano entrambi che la donna guarita da Gesù durante il suo tragitto alla casa di Giairo avesse toccato la "frangia" del suo vestito, utilizzando la parola greca kraspedon che si trova anche in Marco 6. Secondo la Catholic Encyclopedia la presenza di una frangia nella scrittura rimanda al fatto che anche i farisei, progenitori del moderno giudaismo rabbinico, portavano abiti con lunghe frange (Matteo 23,5), un riferimento al çîçîth (tzitzit). In quanto portata dai farisei, le persone ritenevano il portare la frangia nei vestiti come una qualità mistica.

## La compassione di Gesù
Il capitolo si conclude con una summa del ministero di Gesù "in tutte le città e villaggi". Quando egli vide la folla venne mosso da compassione per loro, vedendo che la folla era come "pecore senza un pastore". Secondo la traduzione della Westcott-Hort del Nuovo Testamento dal greco, la folla qui viene definita in greco ἐσκυλμένοι καὶ ἐριμμένοι, eskylmenoi e erimmenoi, ma nel Textus Receptus il primo aggettivo è ἐκλελυμένοι, eklelymenoi. Secondo il Bengel's Gnomon, "la lettura di ἐκλελυμένοι è chiaramente una lettura errata".
In italiano gli aggettivi sono stati tradotti come segue:
| Version             | ἐσκυλμένοι | ἐριμμένοι |
| ------------------- | ---------- | --------- |
| C.E.I.              | stanche    | sfinite   |
| Nuova Riveduta      | stanche    | sfinite   |
| Nuovissima versione | stanche    | disperse  |

L'immagine delle "pecore senza un pastore" riflette la preghiera di Mosè a Dio affinché nominasse un suo successore dopo la sua morte durante l'Esodo:
Mosè disse al Signore: «Il Signore, il Dio della vita in ogni essere vivente, metta a capo di questa comunità un uomo che li preceda nell'uscire e nel tornare, li faccia uscire e li faccia tornare, perché la comunità del Signore non sia un gregge senza pastore».
Il ministero di Gesù che comprende la guarigione "di ogni problema e malattia" (in greco: θεραπεύων πᾶσαν νόσον καὶ πᾶσαν μαλακίαν) combacia con l'autorità che egli darà poi ai suoi discepoli in Matteo 10,1 affinché essi curino "ogni male e malattia".